# Amorphophallus tenuistylis
Amorphophallus tenuistylis är en kallaväxtart som beskrevs av Wilbert Leonard Anna Hetterscheid. Amorphophallus tenuistylis ingår i släktet Amorphophallus och familjen kallaväxter. Inga underarter finns listade.